# Suzana Lazović
Suzana Lazović (Podgorica, 28 de enero de 1992) es una balonmanista montenegrina retirada que jugó para el ŽRK Budućnost Podgorica y el equipo nacional de Montenegro. 
También fue campeona nacional juvenil de judo de Serbia y Montenegro.

## Trayectoria

### Jugadora de balonmano
Lazović formó parte de la selección montenegrina que obtuvo la medalla de plata en los Juegos Olímpicos de Verano de 2012 y se proclamó campeona del Campeonato Europeo Femenino de la EHF ese mismo año. 
A nivel de clubes, integró el equipo del Budućnost que ganó la Liga de Campeones en 2012 y 2015. El equipo también fue subcampeón en la temporada 2013-2014. En la edición de 2013 de la Liga de Campeones, Lazović recibió el premio a la mejor defensora del torneo.
Lazović participó en el Campeonato Mundial de 2011, celebrado en Brasil, aunque la selección de Montenegro no logró superar la fase de grupos.
Lazović se vio obligada a retirarse a los 25 años debido a diversas lesiones, entre ellas una grave hernia discal, una ablación cardíaca y una lesión cervical. 

### Entrenadora de balonmano
Tras su retirada, inició una carrera como entrenadora de balonmano. Comenzó dirigiendo al equipo júnior de Montenegro y, posteriormente, se trasladó a China, donde entrenó a los equipos juvenil, júnior y sénior. Durante su etapa, el equipo júnior chino alcanzó por primera vez en 33 años los octavos de final del Campeonato Mundial Júnior Femenino de la IHF.
Además, ha entrenado a nivel de clubes, incluyendo al equipo húngaro Alba Fehérvár. En 2024 asumió el cargo de seleccionadora de Montenegro para el Campeonato Europeo de Balonmano, en sustitución de Bojana Popović.  Antes del partido disputado en abril de 2025 contra Portugal, Lazović declaró su intención de “rejuvenecer la plantilla” del equipo.

### Carrera de judo
A pesar de sus éxitos en el balonmano, el deporte original de Lazović fue el judo. En categoría júnior, se proclamó campeona nacional de Serbia y Montenegro. Firmó su primer contrato profesional a los 16 años con el Budućnost, club en el que desarrolló toda su carrera como jugadora.